# Ismailia (guvernement)

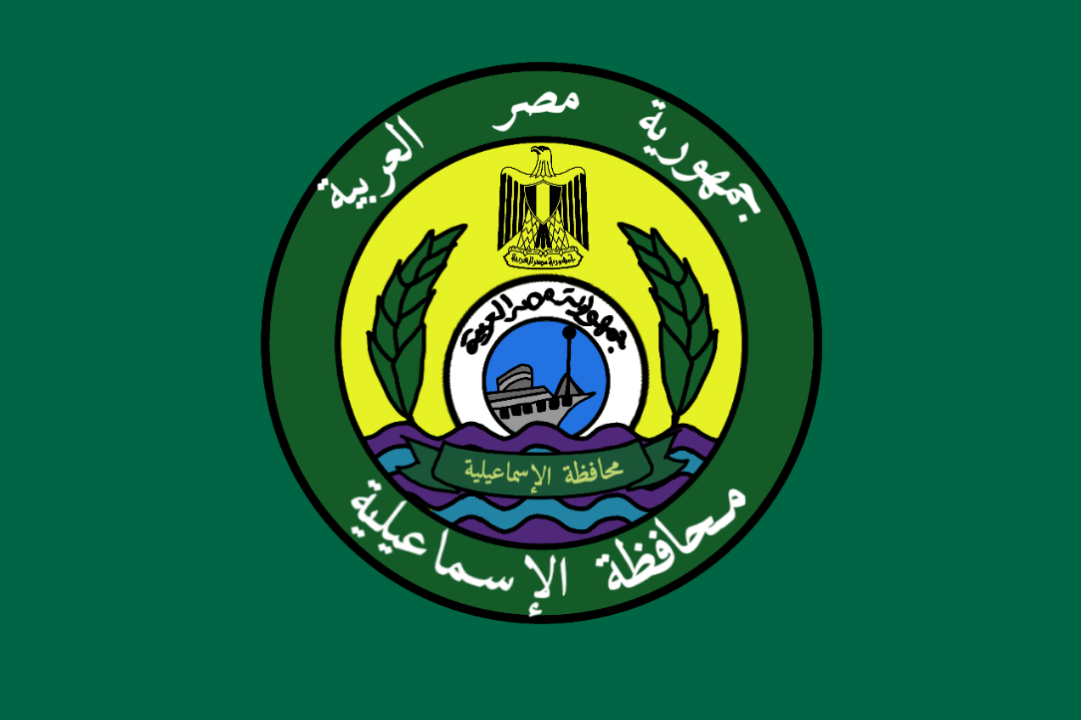
Guvernementets flagga

Lägeskarta

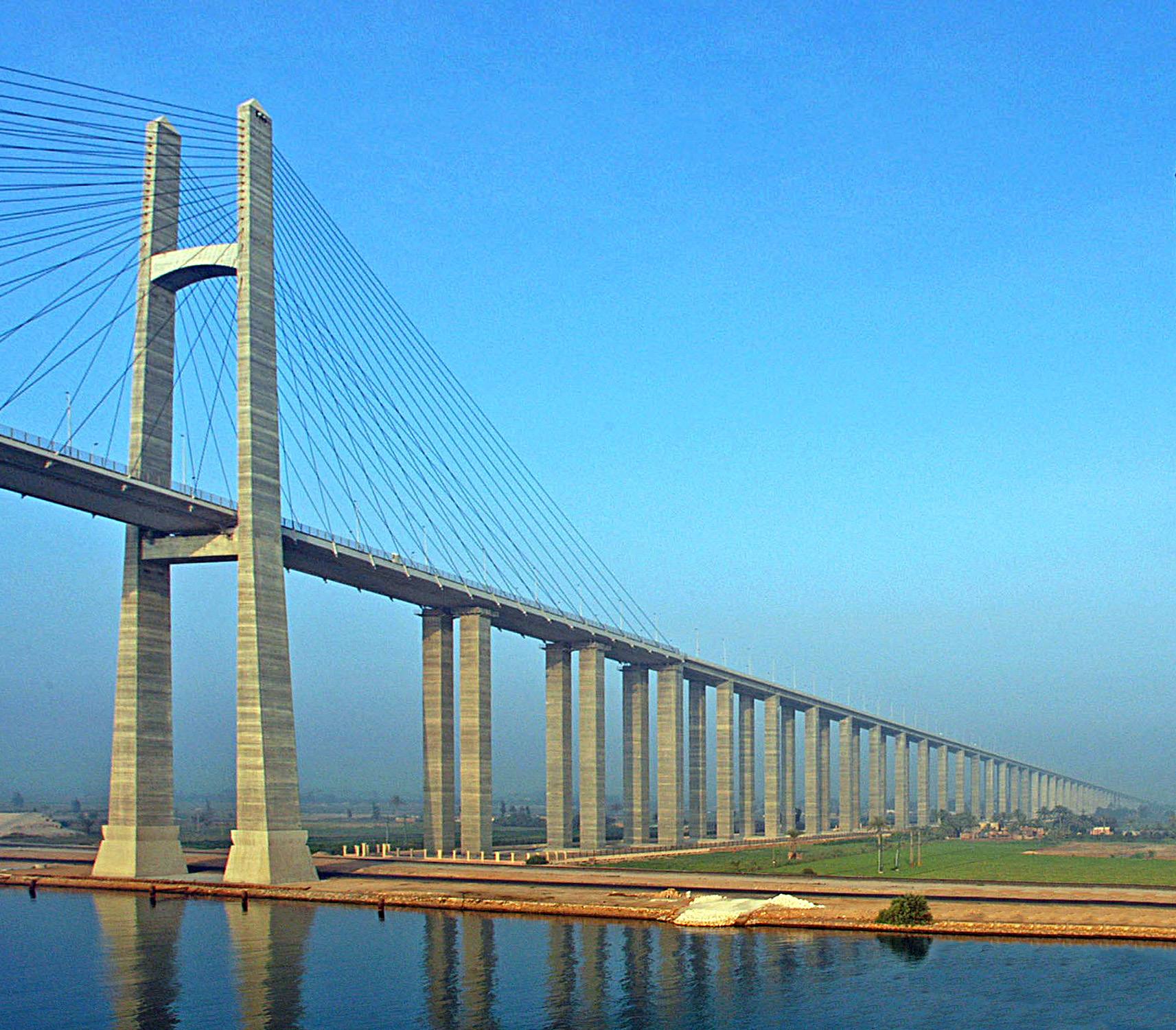
Suezkanalbron

Guvernementet Ismailia (arabiska: محافظة الإسماعيلية, Muhafazat al-Ismailiyya) är ett av Egyptens 27 muhāfazāt (guvernement). Guvernementet ligger i landets nordöstra del (Nedre Egypten) vid Suezkanalen.

## Geografi
Guvernementet har en yta på cirka 5 067 km²med cirka 1,3 miljoner invånare. Befolkningstätheten är cirka 275 invånare/km².
Suezkanalbron (Kūbrī as-Salām) som invigdes 9 oktober 2001 ligger vid El Qantara cirka 25 km norr om Al-Ismā'īlīyah.
Söder om Al-Ismā'īlīyah ligger Timsahsjön som är en av de tre sjöarna (övriga är Manzalahsjön och Bittersjöarna) som ingår i Suezkanalen.

## Förvaltning
Guvernementets ISO 3166-2-kod är EG-IS och huvudorten är Ismailia. Guvernementet är ytterligare underdelad i fem markas (områden), fyra kism (distrikt) och en stad.
En annan stad är Tell-el-Kebir.